# Alberto Alberani
Alberto Alberani Samaritani (ur. 22 maja 1947 we Florencji) – włoski piłkarz wodny, srebrny medalista olimpijski z Montrealu.
Czterokrotnie uczestniczył na letnich igrzyskach olimpijskich (IO 1968, IO 1972, IO 1976, IO 1980). Na igrzyskach w Montrealu w 1976 roku wraz z kolegami zdobył srebrny medal. Zagrał wtedy w 8 meczach. Na igrzyskach w 1968 roku uplasowali się tuż za podium, na 4. miejscu.